# Oreonympha nobilis
Oreonympha nobilis là một loài chim trong họ Chim ruồi.